# Bell Ville

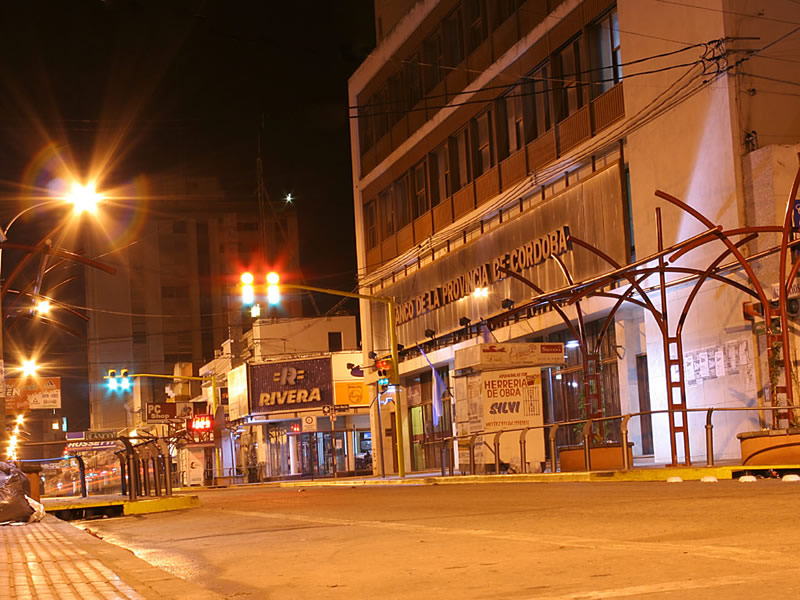
Centro de Bell VIlle.

Bell Ville é um município da província de Córdova, na Argentina.